# Douta Seck
Douta Seck, né le 4 août 1919 à Saint Louis, au Sénégal, et mort le 5 décembre 1991, est un réalisateur et acteur de théâtre sénégalais.

## Biographie

### Vie privée
Il épouse une écrivaine et productrice de télévision française, Marie-Louise Vidal de Fonseca (née en 1926), fille de l'architecte Henri Antoine Vidal, dont il a une fille, Emmanuelle (née en 1955).

### Carrière cinématographique
Il crée notamment le rôle principal dans la pièce d'Aimé Césaire La Tragédie du roi Christophe
Il est enrôlé dans l’armée française durant la Seconde Guerre mondiale, puis devient instituteur. Il entreprend des études d’architecture à l’École des Beaux Arts à Paris, puis embrasse dans les années 1950 une carrière d’acteur de théâtre et de chanteur, puis de metteur en scène de théâtre. Il joué dans une vingtaine de films à partir de 1955, parmi lesquels Tamango de John Berry, Soleil noir d’Alexeï Spechniev, encore Xala (1974) d’Ousmane Sembene ou encore Rue Cases-Nègres de Euzhan Palcy.
La maison de la culture de Dakar porte son nom.

## Filmographie
- 1991 : Souvenance de Thomas Harlan
- 1983 : 
  - Rue Cases-Nègres de Euzhan Palcy
  - Petanqui de Yéo Kozoloa
- 1982 : Amok de Souheil Ben Barka
- 1981 : En résidence surveillée de Paulin Soumanou Vieyra
- 1975 : Xala de Ousmane Sembène
- 1967 : Les Comédiens de Peter Glenville
- 1962 : Liberté 1 de Yves Ciampi
- 1959 : Les Tripes au soleil de Claude Bernard-Aubert
- 1958 : Tamango de John Berry
- 1956 : Les Aventures de Gil Blas de Santillane de René Jolivet et Ricardo Muñoz Suay